# سکندرپور، اوتار پرادش
سکندرپور، اوتار پرادش (به انگلیسی: Sikanderpur) یک منطقهٔ مسکونی در هند است که در Ballia district واقع شده‌است.

## خصوصیات
سکندرپور  ۲۱٬۷۹۰ نفر جمعیت دارد.